# Adolf Haas (SS-Obersturmbannführer)
Adolf Haas, född 14 november 1893 i Siegen, förmodligen död 1 maj 1945 i Berlin, var en tysk SS-Obersturmbannführer. Han var kommendant i koncentrationslägret Bergen-Belsen från april 1943 till oktober 1944. Haas stupade förmodligen i slaget om Berlin.